# Montalvo

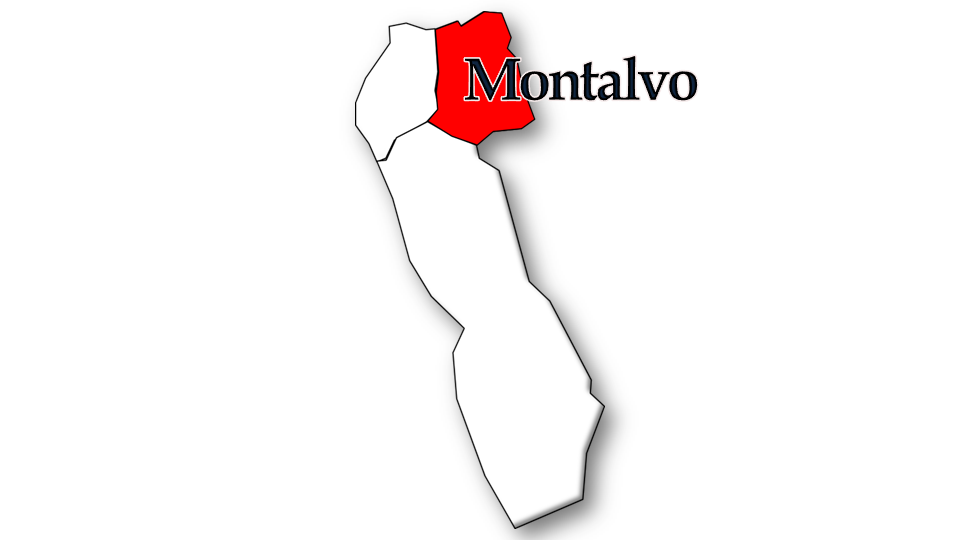
Localização da freguesia de Montalvo no município de Constância

Montalvo é uma povoação portuguesa sede da Freguesia de Montalvo do município de Constância, freguesia com 12,81 km² de área e 1239 habitantes (censo de 2021), tendo, assim, uma densidade populacional de 96,7 hab./km².

## História
Passaram por Montalvo os primeiros povos a habitar a Península Ibérica. Podem encontrar-se vestígios de uma cidade romana junto ao rio Tejo, onde foi construída também a primeira igreja/ermida.
Quando da extinção do concelho de Constância foi anexada ao concelho de Abrantes por decreto de Novembro de 1895 e voltou a fazer parte do concelho de Constância, restabelecido em 13 de janeiro de 1898.
Noutros tempos designada por "Mont'alvo", (monte branco/alto), por ali passaram as invasões francesas, a Inquisição, a grande Parada Militar "Milagre de Tancos" em 1916.

## Demografia
A população registada nos censos foi:
| Distribuição da População por Grupos Etários | Distribuição da População por Grupos Etários | Distribuição da População por Grupos Etários | Distribuição da População por Grupos Etários | Distribuição da População por Grupos Etários |
| -------------------------------------------- | -------------------------------------------- | -------------------------------------------- | -------------------------------------------- | -------------------------------------------- |
| Ano                                          | 0-14 Anos                                    | 15-24 Anos                                   | 25-64 Anos                                   | > 65 Anos                                    |
| 2001                                         | 169                                          | 141                                          | 590                                          | 181                                          |
| 2011                                         | 195                                          | 128                                          | 715                                          | 237                                          |
| 2021                                         | 186                                          | 111                                          | 681                                          | 261                                          |

## Economia
A principal atividade económica até aos anos 90 foi a agricultura, com especial atenção para a olivicultura e horticultura, daí a existência no brasão da freguesia de dois ramos de oliveira, romãs e um sobreiro; neste momento é a indústria que predomina nesta freguesia sendo o centro económico do concelho.

## Património
- Mosteiro de Nossa Senhora da Boa Esperança (Convento das Irmãs Clarissas)
- Igreja Matriz século XVIII.
- Ruínas romanas da Cidade da Escora.

De interesse turístico é de destacar o circuito das quintas agrícolas e o trajecto ao longo do rio Tejo de Montalvo a Constância.

## Personalidades ilustres
- Visconde de Montalvo

## Gastronomia
As principais especialidades gastronómicas da freguesia são:
- Couves com feijão
- Borrego guisado
- Tigeladas
- Migas
- Arroz doce
- Coscurões
- Rosas
- Doces conventuais

## Artesanato
As principais actividades artesanais da freguesia foram: tapetes de trapos e bonecas de lã.

## Festas e romarias
Festa da Padroeira N. Srº da Assunção em 15 de agosto

## Coletividades
- Associação Humanitária Apoio à Terceira Idade (Humanitaria)
- Associação Filarmónica Montalvense 24 de Janeiro (Cultura)
- Casa do Povo de Montalvo (Cultura e Desporto)
- Associação Escora (Cultura)
- Associação JICA (Juvenil)
- MADM - Movimento de Apoio ao Desporto em Montalvo (Desporto) - Movimento cívico não regulamentado.